# Liwa
- Per l'oasi a l'emirat d'Abu Dhabi, vegeu Liwa

Un liwà (àrab: لواء, liwāʾ; turc otomà: لواء, liva) fou una divisió administrativa de l'Imperi Otomà. Diversos liwàs reunita formaven un eyalat (eyalet) i més tard un wilayat (wilayet). La paraula era sinònim de sandjak i es feia servir als documents oficials. El governador era el mir liva de l'àrab amir al-liwà que era equivalent a sandjakgebi, és a dir el governador i cap militar de la circumscripció. A partir del segle xix el terme emprat pels governadors fou muteşarriflik (derivat de muteşarrif). Dels estats sorgits de l'Imperi Otomà, el nom de liwà per a les divisions administratives només es va conservar a l'Iraq, fins que fou suprimit el 1974 quan es van anomenar muhàfadhes o governacions.
A l'exèrcit otomà un liva era una brigada i amir liva era el general de brigada. Això mateix passava a Egipte fins a 1939. La paraula liwà també es pot traduir com bandera o estendard, però en aquest cas la paraula apropiada és àlam.